# Municipio de Bone Creek
El municipio de Bone Creek (en inglés: Bone Creek Township) es un municipio ubicado en el condado de Butler en el estado estadounidense de Nebraska. En el año 2010 tenía una población de 358 habitantes y una densidad poblacional de 3,6 personas por km².

## Geografía
El municipio de Bone Creek se encuentra ubicado en las coordenadas 41°21′26″N 97°4′13″O / 41.35722, -97.07028. Según la Oficina del Censo de los Estados Unidos, el municipio tiene una superficie total de 99.33 km², de la cual 97,31 km² corresponden a tierra firme y (2,03 %) 2,02 km² es agua.

## Demografía
Según el censo de 2010, había 358 personas residiendo en el municipio de Bone Creek. La densidad de población era de 3,6 hab./km². De los 358 habitantes, el municipio de Bone Creek estaba compuesto por el 94,41 % blancos, el 0,28 % eran afroamericanos, el 3,91 % eran de otras razas y el 1,4 % eran de una mezcla de razas. Del total de la población el 6,98 % eran hispanos o latinos de cualquier raza.